# Aeroporto Internacional de Fuzhou Changle

O Aeroporto Internacional de Fuzhou Changle é um aeroporto em Fuzhou, Fujian, China.  O aeroporto foi inaugurado em 23 de junho de 1997, após ter sua construção aprovada em 1992. A capacidade anual atual é de 6,5 milhões de passageiros, e é um dos aeroportos com voos entre a China Continental e Taiwan. 
Em 2009, o aeroporto teve um fluxo de 5,45 milhões de passageiros. Foi o 25º aeroporto mais movimentado do país por passageiros, além de ser o 22º mais movimentado em termos de carga e o 25º em aeronaves.